# Министерство на машиностроенето и електрониката
Министерство на машиностроенето и електрониката (ММЕ) е историческо министерство в България, съществувало в периода: 1981 – 1984 година.

## История
Създадено е на 17 юни 1981 г. с указ № 1226 при сливането на министерството на машиностроенето и министерството на електрониката и електротехниката. Сред задачите на министерството е осигуряване на машини и електроника за народното стопанство, осигуряване на населението с битова техника. Ръководните органи на министерството са министър, заместник-министри, главен секретар и Колегиум. Министерството наследява структурите на слетите в него министерства. Под шапката на министерството са следните ДСО: „Транспортно машиностроене“, „Заводи за металорежещи машини“, „Металолеене“, „Изот“, „Елпром“, „Респром“, „Приборостроене и автоматизация“, „Електроматериали и градивни елементи“, „Техноснаб“, „Корабостроене“, „Хидравлика“, „Машини за хранително-вкусовата и тютюневата промишленост“, „Металхим“ и „Битова техника“. Освен тези ДСО към министерството работят и външнотърговските дружества: „Електроимпекс“, „Изотимпекс“, „Машиноекспорт“ и „Агромашинаимпекс“.
На 3 януари 1984 г. с указ № 7 е преименувано на Министерство на машиностроенето.

## Списък

### Министри на машиностроенето и електрониката 1981 – 1984
| № | Име (Роден-Починал)     | Начало на мандата | Край на мандата | Дни на упр. | Партия/Коалиция | Правителство |
| - | ----------------------- | ----------------- | --------------- | ----------- | --------------- | ------------ |
| 1 | Тончо Чакъров (р. 1926) | 18 юни 1981       | 3 януари 1984   | 929         | БКП             | 74           |